# Stamford (Lincolnshire)

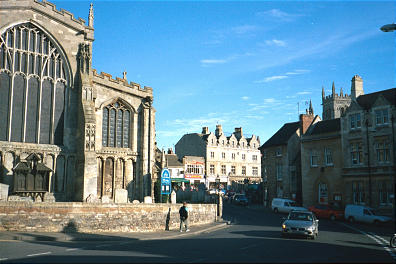
Iglesia de Todos los Santos con el memorial de guerra en madera, y la Plaza del Red Lion a la derecha.

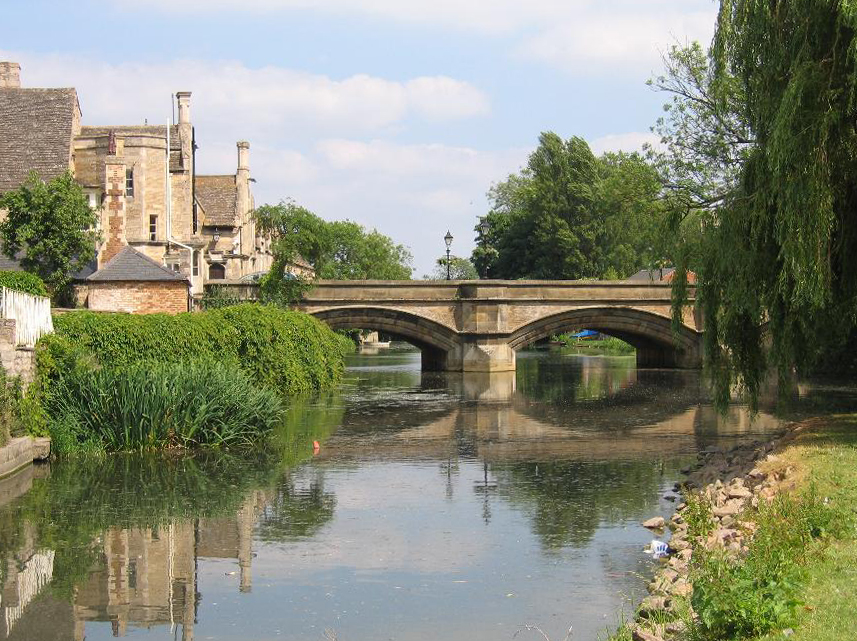
El río Welland, a su paso por Stamford.

Stamford es una localidad en el distrito Kesteven Sur del condado de Lincolnshire, Inglaterra. Está situada sobre el río Welland, en un saliente geográfico al suroeste de Lincolnshire, entre Rutland al norte y al oeste, y Cambridgeshire al sur. Limita con Northamptonshire al suroeste. Es el único lugar de Inglaterra donde coinciden cuatro condados.
La ciudad fue en origen un asentamiento danés en el lugar más bajo en el que el Welland podía pasarse a través de un vado o un puente. Inicialmente era un centro productor de cerámica. En la Edad Media se hizo famoso por su lana y las telas que con ella se elaboraban. En 1333-34, un grupo de estudiantes y tutores de los colegios Merton y Brasenose, insatisfechos con las condiciones de su universidad, dejaron Oxford y establecieron un colegio rival en Stamford. Las universidades de Oxford y Cambridge pidieron al rey que les ordenara regresar a Oxford, lo que hizo Eduardo III. De ahí que los estudiantes de artes de Oxford tengan que hacer un juramento de no estudiar en Stamford.
Era una ciudad amurallada, pero queda poco de este muro. La Revolución industrial no afectó a Stamford, de manera que sus calles y edificios más antiguos se han usado como lozalizaciones para dramas televisivos de época, así como películas. Cabe citar la serie de televisión Middlemarch (1994), o "My Mad Fat Diary" (2013-2015) así como las siguientes películas: 
- Orgullo y prejuicio (2005) - usada como la villa de Meryton.
- El código Da Vinci (2006)
- The Golden Bowl (2000)

Entre las personas famosas de Stamford se encuentran Malcolm Sargent y Michael Tippett.